# Charles Foliguet
Claude Charles Foliguet connu aussi sous le nom de Charles Danvin ou encore sous celui de Foliguet-Danvin, né à Paris, le 15 mars 1811, et mort à Paris 10e le 19 mars 1883, est un auteur dramatique français.

## Biographie
Ses pièces ont été représentées sur les plus grandes scènes parisiennes du XIXe siècle : Théâtre Beaumarchais, Théâtre des Variétés, Théâtre du Vaudeville, Théâtre du Palais-Royal etc.

## Œuvres
- 1838 : Sous les toits, comédie-vaudeville en 1 acte, au théâtre du Palais-Royal (2 octobre)
- 1838 : Les Étouffeurs, drame en 2 actes, avec Alexandre de Ferrière, au théâtre du Temple (27 novembre)
- 1839 : La Xacarilla, vaudeville en 1 acte, au théâtre Beaumarchais, (22 décembre)
- 1842 : J'ai du bon tabac dans ma tabatière, vaudeville en 2 actes, avec Charles Desnoyer, au théâtre des Variétés (5 mai)
- 1843 : La Chambre verte, comédie en deux actes, mêlée de chant, avec Charles Desnoyer, musique d'Alexandre Doche, au théâtre du Vaudeville (1er avril)[4]
- 1843 : Le Bal Mabille, comédie-vaudeville en 1 acte, avec Paul Siraudin, au théâtre des Variétés (8 août)[5]
- 1843 : Turlurette, ou Sur les toits, ou un Homme pour trois femmes, vaudeville en 1 acte, avec Charles Desnoyer, au théâtre des Variétés (14 septembre)
- 1843 : Les Mystères de Paris, sous Charles VI, mimodrame en 7 tableaux, au théâtre des Funambules (19 octobre)
- 1845 : Paris à la campagne et la campagne à Paris, vaudeville en 2 actes, avec Paul Siraudin, au théâtre des Folies-Dramatiques (20 août)
- 1848 : Deux empereurs, vaudeville en 1 acte, au théâtre Lazari (29 septembre)
- 1846 : Le Carillon de Saint-Mandé, comédie-vaudeville en 1 acte, avec Paul Siraudin, au théâtre du Palais-Royal (19 mars)
- 1856 : Un monsieur trop exigeant, vaudeville en 1 acte, au théâtre Lazari (24 mai)
- 1856 : Le Cocher de fiacre, vaudeville en 2 actes, au théâtre Lazari (7 juin)
- 1856 : Un mari qu'on n'attend plus !, vaudeville en 1 acte, au théâtre Lazari (13 décembre)
- 1861 : Napoléon à Modène, ou un Mariage sous l'Empire, vaudeville en 1 acte, au théâtre Lazari
- 1865 : Jeanne d'Arc, ou Titi au Théâtre parisien, pot-pourri avec Frédéric Vergeron